# 科瓦奇瓦加什
科瓦奇瓦加什，是匈牙利包尔绍德-奥包乌伊-曾普伦州所辖的一个村。总面积21.13平方公里，总人口633，人口密度30.0人/平方公里（2011年1月1日）。